# Ducula oceanica
La dúcula de Micronesia (Ducula oceanica) es una especie de ave columbiforme de la familia Columbidae cuya área de distribución se extiende por Kiribati, Islas Marshall, Micronesia, Nauru y Palau.
Mide 41 a 46 cm de longitud y presenta un peso de 340 a 410 gramos. La hembra es ligeramente menor que el macho. Como todas las especies de dúcula, su alimentación se basa en frutos. La hembra deposita un único huevo en el nido.
Su hábitat es el bosque de montaña húmedo tropical o subtropical y en ocasiones manglares. Su principal amenaza es la destrucción de hábitat.

## Taxonomía
Según el Congreso ornitológico internacional y Alan P. Peterson hay cinco subespecies, diferenciándose principalmente por su tamaño:
- Ducula oceanica monacha (Momiyama, 1922) con la cabeza, cuello y pecho gris pálido;
- Ducula oceanica teraokai (Momiyama, 1922) ;
- Ducula oceanica townsendi (Wetmore, 1919) ;
- Ducula oceanica oceanica (Lesson & Garnot, 1826) ;
- Ducula oceanica ratakensis (Takatsukasa & Yamashina, 1932).